# Parafia św. Jana Chrzciciela w Poczesnej
Parafia Świętego Jana Chrzciciela w Poczesnej – parafia rzymskokatolicka w Poczesnej. Należy do Dekanatu Poraj archidiecezji częstochowskiej. Została utworzona w 1606 roku z ziem parafii Zrębice i Koziegłówki. Parafię prowadzą księża archidiecezjalni.

## Historia
Pierwszą kaplicę w Poczesnej ufundował w 1598 roku (według innych źródeł przed 1583) starosta olsztyński, dzierżawca dóbr królewskich Jan Ocieski (młodszy). Drewniana kaplica pw. św. Trójcy została zbudowana przy kuźnicy i służyła jej pracownikom. Msze odprawiał w niej ksiądz ze Zrębic. Biskup krakowski kardynał Bernard Maciejowski podniósł ją do godności kościoła. 12 lipca 1606 parafia w Poczesnej została erygowana przez kardynała Bernarda Maciejowskiego. Wydzielono ją z ziem parafii Zrębice. Król Zygmunt III Waza ze swojego przywileju fundacyjnego uposażył parafię w ziemię – pole, które miało dać utrzymanie proboszcza. Parafia Poczesna powstała jako ogniwo diecezji krakowskiej. Tereny te od początku polskiej państwowości należały do Małopolski, historycznie to ziemia krakowska.
W pierwszym okresie istnienia parafii tworzyły ją wsie: Poczesna, Zawada, Niewdzięczna (ob. Zawisna), Radziątków (ob. Nierada), Raków (ob. Zawodzie). Dokument erekcyjny mówi, że wsie Niewdzięczna i Radziątków powstały na surowym korzeniu, zapewne to najbliższy czas ich powstania.
30 marca 1719 proboszcz Antoni Lechowicz położył kamień węgielny pod budowę nowej świątyni, również drewnianej. Fundatorem był starosta olsztyński Antoni Wikliński. W 1722 roku kościół został poświęcony przez kanonika Wszystkich Świętych ks. Józefa Fabianowskiego, za zezwoleniem biskupa krakowskiego. W 1782 roku wokół kościoła istniał ogrodzony cmentarz z kośnicą. W 1786 roku kościół został odrestaurowany przez ks. Wawrzyńca Gaździeckiego kosztem starosty olsztyńskiego Teodora Potockiego.
W 1870 rozpoczęto budowę nowego, murowanego kościoła, a stary rozebrano z powodu starości. Budowę z ofiar wiernych rozpoczął ks. Antoni Falczyński, a dokończył w 1877 r. ks. Franciszek Kapałczyński. 14 września 1878 roku konsekracji dokonał biskup włocławski Wincenty Popiel. W 1887 r. parafia liczyła 3550 wiernych. W latach 1907–1920 proboszczem parafii był niezmiernie zasłużony dla Poczesnej ks. Jan Knorr, założyciel organizacji społecznych, szkół i jednostki Ochotniczej Straży Pożarnej w Poczesnej. Wikariuszem w parafii Poczesna był w latach 1912-1917 późniejszy błogosławiony ks. Dominik Jędrzejewski. Od końca 1933 r. przez okres kilku miesięcy chorującemu proboszczowi ks. Stanisławowi Bartyzel pomagał ks. Stanisław Guzik, w okresie okupacji zamordowany w obozie koncentracyjnym Mittelbau-Dora.

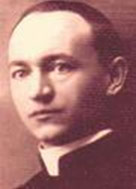
Błogosławiony Ks. Dominik Jędrzejewski, wikariusz parafii w latach 1912-1917

W ostatnich dniach II wojny światowej kościół został zniszczony przez pociski artyleryjskie i bomby lotnicze. Spowodowały one również pożar plebanii. Kościół został odremontowany w 1949 roku staraniem ks. Boguchwała Tuory.
2 kwietnia 1950 roku w parafii miał miejsce mord proboszcza ks. Boguchwała Tuory i czterech jego współpracowników.
10 września 1998 roku metropolita częstochowski Stanisław Nowak poświęcił i wmurował kamień węgielny pod budowę kaplicy pod wezwaniem św. Marii Magdaleny w Hucie Starej A. Jest to filialna kaplica parafii.
W 2006 roku obchodzono 400-lecie istnienia parafii. Jubileuszową mszę odprawił ks. abp Stanisław Nowak.
Naprzeciw kościoła znajduje się dawna plebania, obecnie Dom św. Barnaby, gdzie znajduje się Stacjonarny Ośrodek Reintegracji Społecznej. Otworzony został przez ks. arcybiskupa Stanisława Nowaka 15 listopada 2011 roku. Stworzony został z myślą o osobach bezdomnych.
Obok kościoła znajduje się dzwonnica oraz nowa plebania wybudowane w latach 1990. 
W Parafii działa Akcja Katolicka, chór parafialny, chór młodzieżowy, służba liturgiczna. Z parafii pochodzi trzech księży.

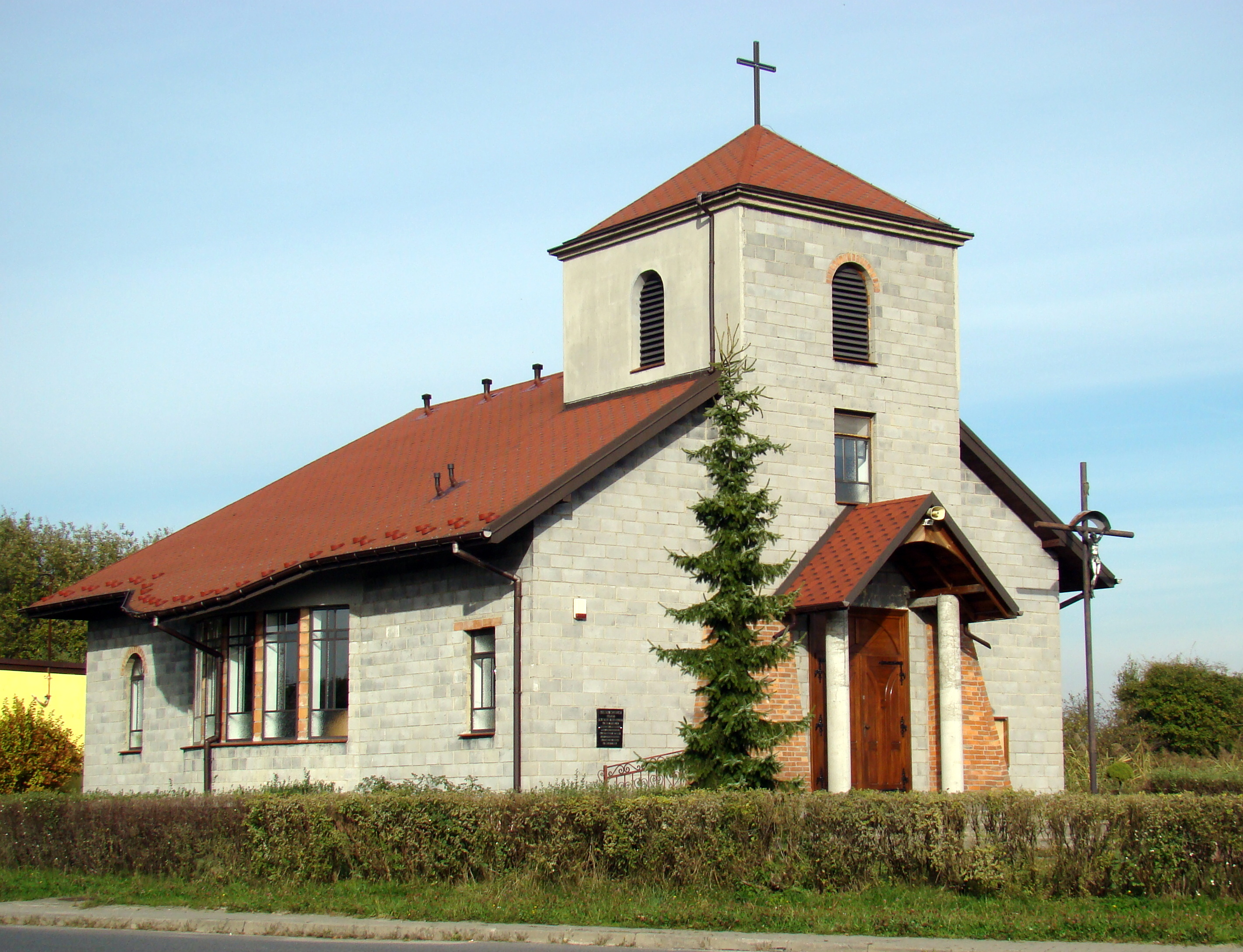
Kaplica św. Marii Magdaleny w Hucie Starej A

## Obszar parafii
Parafia obejmuje miejscowości:
- część Bargłów
- Huta Stara A
- Kolonia Borek
- Kolonia Poczesna
- część Korwinowa
- Nowa Wieś
- Poczesna
- Zawodzie

## Wydzielone parafie
Z parafii wydzielono parafie:
- parafia św. Michała Archanioła w Kamienicy Polskiej – 1869
- parafia Najświętszej Maryi Panny Częstochowskiej w Starczy – 1911
- parafia św. Apostołów Piotra i Pawła w Nieradzie – 1985
- parafia bł. Karoliny Kózkówny BM w Wanatach – 1988
- parafia św. Tomasza Apostoła w Osinach – 2001

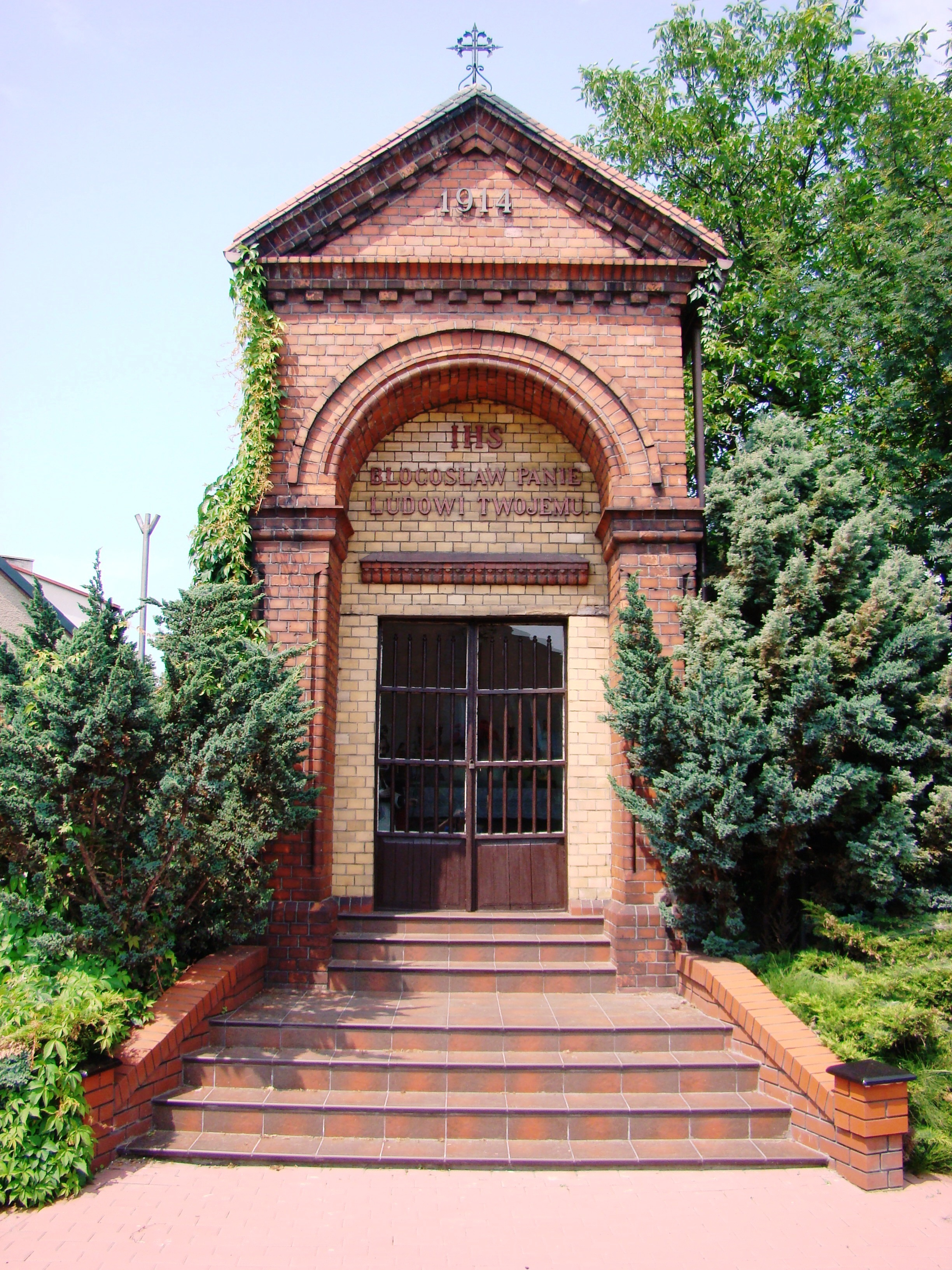
Kaplica z 1914 roku w Poczesnej

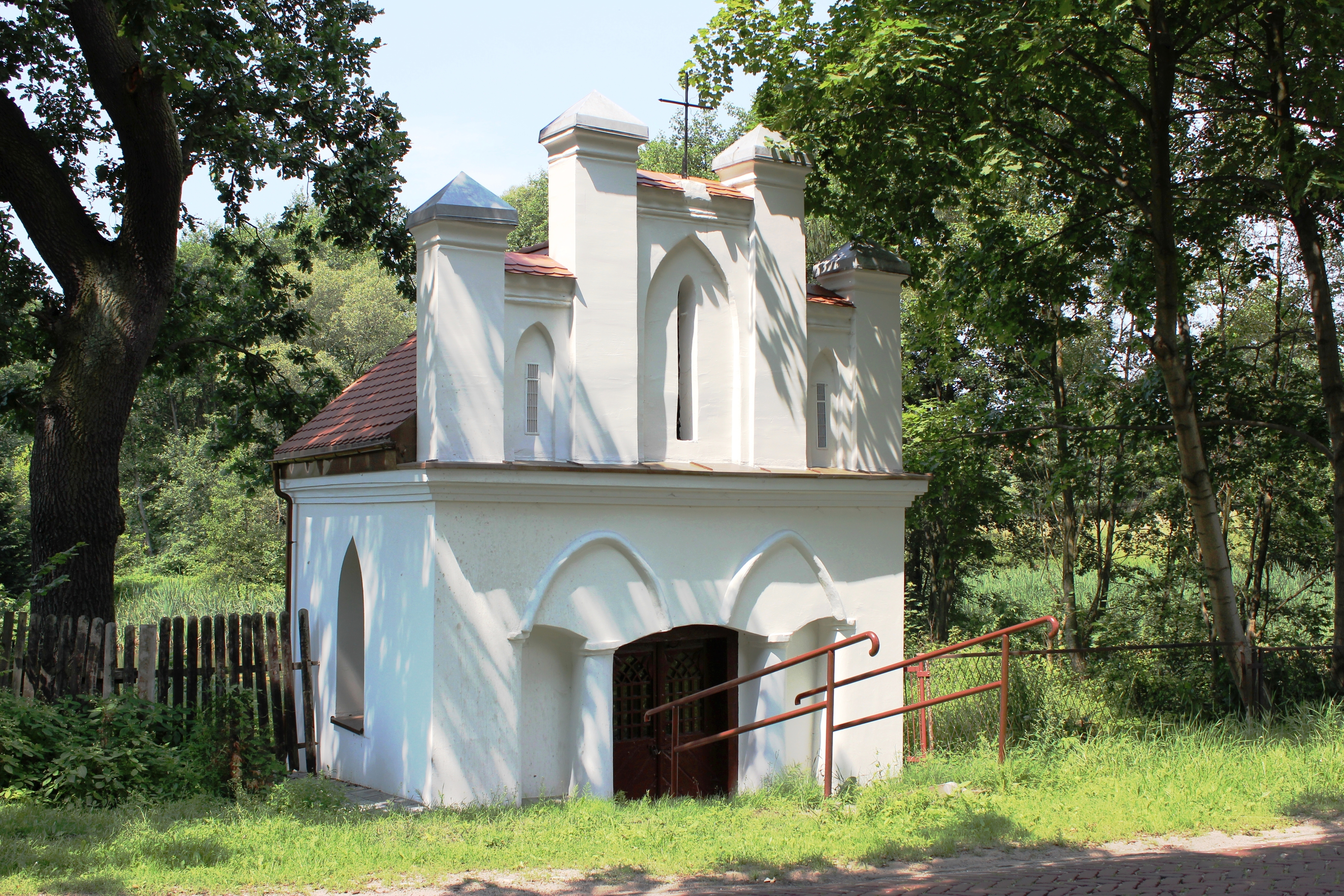
Kaplica z 1880 roku w Nowej Wsi

## Cmentarz parafialny
W 1782 roku cmentarz z kośnicą istniał wokół drugiego, drewnianego kościoła parafialnego. W 1835 roku istniał cmentarz na terenie wsi Zawodzie. W 1875 roku został ogrodzony, a później dwukrotnie poszerzony w 1895 roku oraz po II wojnie światowej.  
Cmentarz leży przy rondzie krzyżującym ulice Cmentarną i Długą. W jego centralnym punkcie rośnie 250-letni dąb szypułkowy, który objęty jest ochroną prawną jako pomnik przyrody ożywionej (jedyny w gminie Poczesna). Wśród grobów znajduje się mogiła poświęcona żołnierzom walczącym w II wojnie światowej oraz grób księdza Boguchwała Tuory, męczennika za wiarę. 

## Proboszczowie parafii od 1689 roku
| imię i nazwisko                        | daty urzędowania |
| -------------------------------------- | ---------------- |
| ks. Antoni Lechowicz                   | 1689–1720        |
| ks. Józef Fabianowski                  | 1720–1723        |
| ks. Bartłomiej Lisowski                | 1723–1761        |
| ks. Mateusz Wezerowski                 | 1761–1761        |
| ks. Wawrzyniec Rozner                  | 1761–1769        |
| ks. Wawrzyniec Gaździecki              | 1769–1806        |
| ks. Jan Drozd (administrator)          | 1806–1806        |
| ks. Wojciech Warzecha                  | 1806–1824        |
| ks. Jakub Nowakowski (administrator)   | 1824–1824        |
| ks. Dydak Sierzulski (administrator)   | 1824–1824        |
| ks. Edmund Walencki                    | 1824–1826        |
| ks. Wincenty Wittman                   | 1826–1834        |
| ks. Jan Szymański (administrator)      | 1834–1835        |
| ks. Józef Staniszewski                 | 1835–1837        |
| ks. Antoni Falczyński                  | 1837–1873        |
| ks. Franciszek Kapałczyński            | 1873–1885        |
| ks. Franciszek Gorzędowski             | 1885–1906        |
| ks. Jan Żak                            | 1906–1907        |
| ks. Jan Knorr                          | 1907–1920        |
| ks. Leopold Ciesielski                 | 1920–1924        |
| ks. Klemens Gawlikowski                | 1924–1933        |
| ks. Stanisław Bartyzel (administrator) | 1933–1934        |
| ks. Józef Kozakowski                   | 1934–1941        |
| ks. Boguchwał Tuora                    | 1941–1950        |
| ks. Walenty Matuszek                   | 1950–1959        |
| ks. Zygmunt Sznajderski                | 1959–1966        |
| ks. Antoni Karasiński                  | 1966–1975        |
| ks. Fortunat Nowak                     | 1975–1984        |
| ks. Józef Zyszczak                     | 1984–1989        |
| ks. Stanisław Szafraniec               | 1989–2012        |
| ks. Jarosław Sroka                     | od 2012          |